# Existential
Existential je debitanski studijski album koprske indie rock skupine NoAir, izdan 24. junija 2014.

## Seznam pesmi
Vse pesmi je napisal Maks Bembič.
1. »A World on Drugs« – 4:24
2. »Live in Hope« – 3:48
3. »Crazy Maybe« – 4:40
4. »The Way They Say« – 4:56
5. »High« – 5:44
6. »Get You a Life« – 4:12
7. »Existential« – 5:12
8. »Again« – 5:24

## Zasedba
Avtorske pravice so povzete po Bandcamp strani.
NoAir
- Maks Bembič — vokal, kitara
- Jaša Hedžet - Jajo — bas kitara, vokal
- Aleksander Družina — kitara
- Gregor Brajkovič - Brajko — bobni, vokal (na albumu ni igral)[4]

Ostali
- Mitja Cerkvenik — snemanje, miksanje, produkcija
- Edi Kavalič — bobni
- Jan Baruca — snemanje bobnov
- Tina Krmac — spremljevalni vokali
- Žana Šuran — grafično oblikovanje